# コールド湖

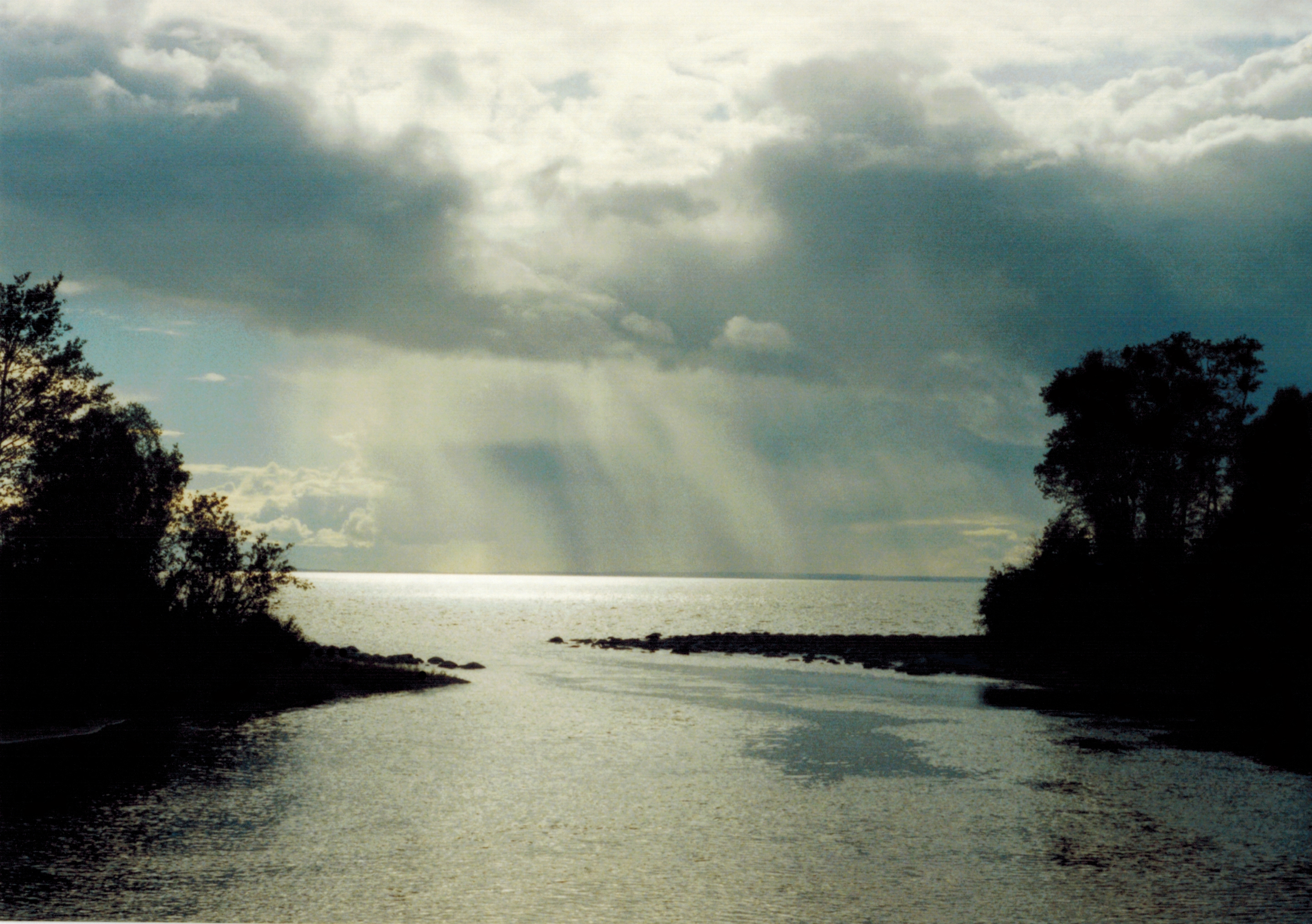
メドー・レイク州立公園から見たコールド湖

コールド湖 (Cold Lake) は、カナダのアルバータ州とサスカチュワン州の境界部にある湖。
面積373k㎡のうち248k㎡はアルバータ州に属す。アルバータ州では水深の深い湖の一つであり、水深は最大99.1m。24種程度の魚が生息する。多くの渡り鳥の飛来地となっており、またアルバータ州内でのムシクイ類の大規模な生息地の一つともなっている。
湖に面している都市コールドレイクがある。西岸をのぞき、湖周辺はコールドレイク州立公園やメドーレイク州立公園といった保護地域で囲まれている。
北のプリムローズ湖からのマーティノー川 (Martineau River) が注ぎ、西からコールド川が流れ出している。コールド川はウォーターヘン川、ビーバー川を経てチャーチル川へと至る。